# Culasi
Culasi es un municipio filipino de tercera clase, perteneciente a la provincia de Antique, en las Bisayas Occidentales.

## Toponimia
El lugar puede aparecer referido con las grafías «Culasi» y «Colasi».

## Historia
Hacia mediados del siglo XIX, el lugar tenía contabilizada una población de 8088 habitantes, repartidos en 1348 casas. Aparece descrito en el primer volumen del Diccionario geográfico, estadístico, histórico de las Islas Filipinas (1850) de Manuel Buzeta Núñez y Felipe Bravo con las siguientes palabras:

CULASI Ó COLASI: pueblo con cura y gobernadorcillo, en la isla de Panay, prov. de Antique, dióc. de Cebú; se halla sit. en los 125° 29' long., 11° 22' lat., en la costa O. de la isla, en terreno desigual y defendido de los monzones; su clima es templado y saludable. Tiene como unas 1,348 casas, en general de sencilla construccion, distinguiéndose únicamente como mas notables la casa parroquial y la llamada tribunal ó de comunidad, donde se halla la cárcel. Hay escuela de primeras letras, á la que concurren muchos alumnos, dotada de los fondos de comunidad, é igl. parr. servida por un cura secular. Próximo á esta se halla el cementerio, que es bastante capaz y ventilado. Comunícase esta pobl. con las inmediatas y con la cap., por la marina y tambien por tierra, teniendo caminos regulares: recibe la correspondencia en dias indeterminados. El term. confina por E. con los montes, que se elevan á corta distancia deslindando las prov. de Antique y Capiz; por N. con Pandan; por S. con Nalupa, y por O. con el mar. En sus montes se crian buenas maderas de construccion, palmas, cañas bojas, bejucos y muchas plantas cuyas raices son alimenticias; caza mayor y menor, miel y cera que elaboran las abejas en los parajes donde hallan el necesario abrigo. El terreno reducido á cultivo es fértil, y sus principales prod. arroz, cacao y pimienta; hay tambien buenos cocales y toda clase de frutos propios del archipiélago. La ind. consiste en el beneficio de los productos naturales, fabricacion de aceite de coco, varios tejidos de algodon y abacá y la pesca. El comercio se reduce á la venta de la cera y brea que se recoje en los montes, y al sobrante de sus productos naturales é industriales, siendo el del arroz bastante considerable. pobl. 8,088 alm., 1,304 trib., que ascienden á 13,040 rs. plata, equivalentes á 32,600 rs. vn.
(Buzeta y Bravo, 1850, p. 563)

Hacia comienzos del siglo XX la población del municipio ascendía 14 400 habitantes. En 2020, tenía censados 44 494 habitantes.